# Dicranomyia tenella
Dicranomyia tenella är en tvåvingeart som beskrevs av de Meijere 1911. Dicranomyia tenella ingår i släktet Dicranomyia och familjen småharkrankar. Inga underarter finns listade i Catalogue of Life.